# Campionato asiatico maschile di pallacanestro 1965
Il 3º Campionato Asiatico Maschile di Pallacanestro FIBA si è svolto dal 28 novembre all'11 dicembre 1965 a Kuala Lumpur in Malaysia. Il torneo è stato vinto dalla nazionale giapponese.
I Campionati asiatici maschili di pallacanestro sono una manifestazione biennale tra le squadre nazionali del continente, organizzata dalla FIBA Asia.

## Squadre partecipanti
| Gruppo A                                                | Gruppo B                                                  |
| ------------------------------------------------------- | --------------------------------------------------------- |
| - Filippine - Giappone - Malaysia - Singapore - Vietnam | - Corea del Sud - India - Hong Kong - Thailandia - Taiwan |

## Classifica finale
| Pos | Squadra       | V-P |
| --- | ------------- | --- |
| 1   | Giappone      |     |
| 2   | Filippine     |     |
| 3   | Corea del Sud |     |
| 4   | Thailandia    |     |
| 5   | Taiwan        |     |
| 6   | Malaysia      |     |
| 7   | India         |     |
| 8   | Hong Kong     |     |
| 9   | Singapore     |     |
| 10  | Vietnam       |     |